# Fritillaria bithynica
Fritillaria bithynica är en liljeväxtart som beskrevs av John Gilbert Baker. Fritillaria bithynica ingår i Klockliljesläktet och i familjen liljeväxter. Inga underarter finns listade.